# Марена дніпровська
Маре́на дніпро́вська (Barbus borysthenicus) — прісноводна риба родини Коропових, ендемік басейнів Дніпра і Південного Бугу. Занесена до Червоної книги України(1994) та до Європейського червоного списку.

## Опис
|                                                    |  |  |
| Пам'ятна монета НБУ присвячена Марені дніпровській |  |  |

Зовні нагадує марену звичайну, проте тіло товстіше, з притаманною горбатістю у місці спинного плавця, хвостове стебло ширше і коротше, задні вусики коротші, досягають лише переднього краю ока, іноді середини ока. Найбільша довжина тіла 80-90 см, маса — до 14 кг, тривалість життя 12-13 років. У забарвленні переважають жовтувато-золотисті тони, плавці забарвлені яскравіше: в парних, анальному і хвостовому плавцях переважає моркв'яно-червоний, в спинному — рожево-червоний кольори.

## Поширення

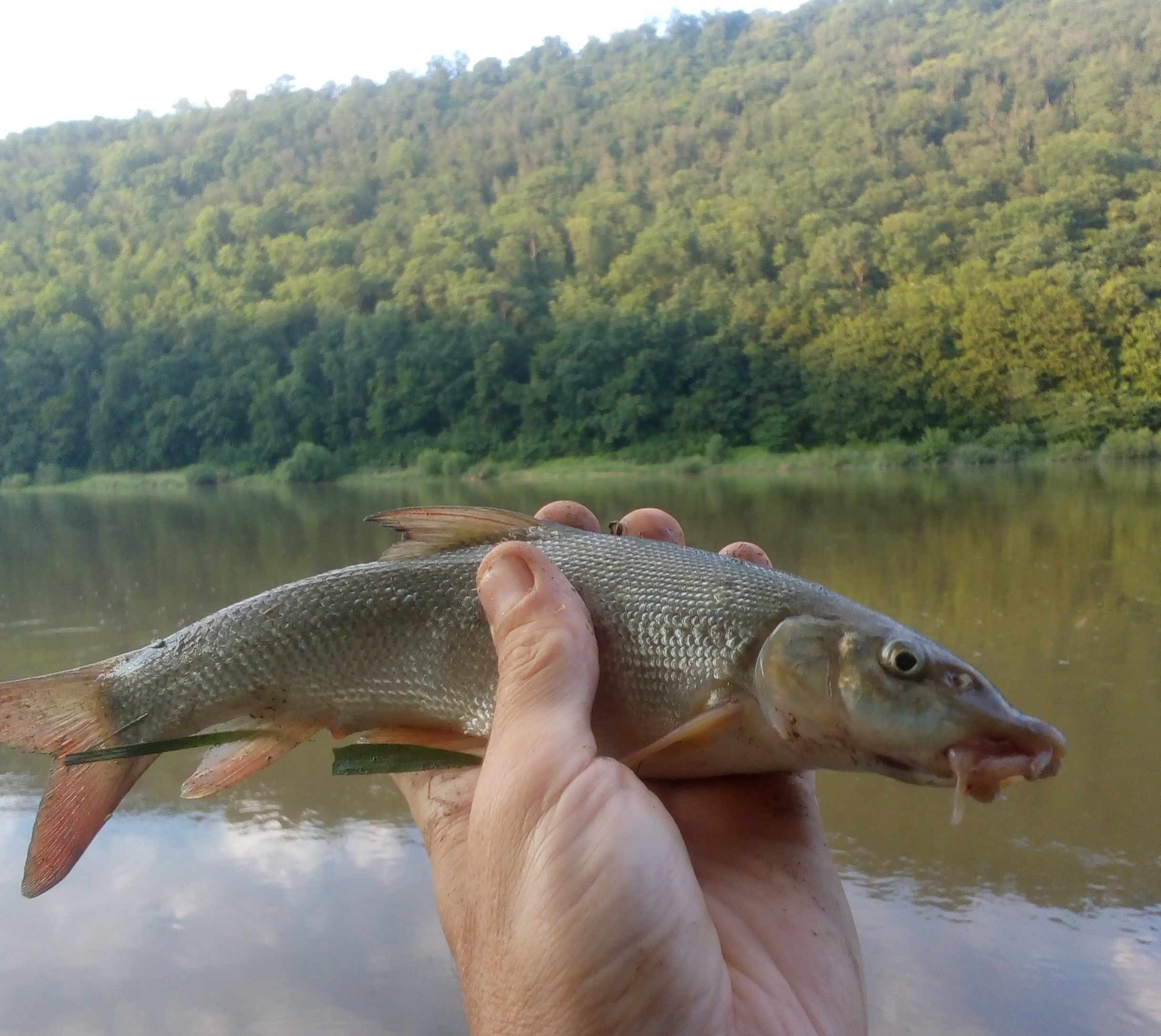
Марена, Дністер, Івано-Франківська область

Поширена в басейні Дніпра та Південного Бугу, де раніше була звичною рибою, а зараз стала рідкісною. Майже зникла у басейні середнього і нижнього Дніпра, у верхній та нижній течії Південного Бугу. Також помічені поодинокі випадки вилову на річках Прут і Дністер.

## Розмноження
Статевої зрілості самці досягають у 2–3 роки при довжині тіла 15,6 см і масі 92 г, самиці в 3–4 роки при довжині 22 см і масі 195 г. Нерест триває з кінця квітня до середини липня, плодючість становить 32–41 тис. ікринок. На нерест рушає на руслові мілководдя із швидкою течією і кам'янистим або великозернистим піщаним ґрунтом, де й відкладає слабко-клейку ікру.

## Спосіб життя
Річкова зграйна риба, що мешкає винятково у проточній, чистій воді; дуже чутлива до нестачі кисню у воді. Надає перевагу порожистим ділянкам і перекатам, місцям з кам'янистим, гальковим, щільним піщаним або глинистим дном. Веде придонний спосіб життя. Личинки і молодь живляться дрібними формами фіто- і зоопланктону та бентосу, дорослі риби споживають суто мешканців дна, зокрема личинок комах, молюсків, червів, а також ікру, молодь і дрібних риб, водорості і вищу рослинність.

## Чисельність та заходи охорони
Чисельність низька, трапляється поодинокими особинами. Порушення типових біотопів відбулось внаслідок зміни гідрологічного, хімічного, біологічного режимів водойм, спричиненої гідротехнічним будівництвом; забруднення води, надмірний вилов.
Заради збереження в Україні, заборонено вилов (крім басейну нижньої течії Дніпра). Також необхідно виявити звичні місця перебування і встановити в них заповідний режим.